# Richard Bassett
Richard Bassett (Contea di Cecil, 2 aprile 1745 – Contea di Kent, 15 agosto 1815) è stato un politico e avvocato statunitense. Fu veterano della rivoluzione americana, governatore del Delaware dal 1799 al 1801 e membro del Senato statunitense dal 1789 al 1793.

## Biografia

### Primi anni
Bassett nacque nel Maryland nel 1745 da Michael and Judith Thompson Bassett. Suo padre era contadino e proprietario di taverna ma abbandonò la famiglia quando Bassett era ancora giovane. Richard sposò Ann Ennals nel 1774 dalla quale ebbe tre figli: Richard Ennals, Ann (conosciuta come Nancy) e Mary. Dopo la morte della prima moglie, Bassett si unì a seconde nozze con Betsy Garnett nel 1796. Sia Bassett che la sua seconda moglie si impegnarono molto nella Chiesa metodista.
La madre di Bassett fu discendente ed erede di Augustine Herman, proprietario di Bohemia Manor, imponente tenuta della contea di Cecil e quindi Bassett poté ricevere un'ottima istruzione.
Bassett studiò Legge sotto il giudice Robert Goldsborough della contea di Dorchester e nel 1770 entrò nel bar. In seguito, andò a vivere a Dover, capitale del Delaware dove iniziò la pratica come avvocato.

### Carriera politica
Bassett fu politicamente conservatore e molto più legato a George Read che ai suoi vicini di contea: Caesar Rodney e John Haslet. Quando fu costituito il governo delawariano, nel 1776 fu eletto al Consiglio di Sicurezza del Delaware e fu membro della commissione incaricare di scrivere la Costituzione del Delaware, adottata il 20 settembre 1776. Fu eletto anche al Consiglio legislativo del Delaware per quattro mandati dal 1776 al 1780. In seguito, fu membro della Camera dell'Assemblea dal 1780 al 1782 e poi tornò al Consiglio legislativo fino al 1785. Dal 1786 al 1787 fu di nuovo alla Camera di Assemblea del Delaware. Nel 1787 firmò la Costituzione degli Stati Uniti.
Bassett ebbe un ruolo importante anche come militare durante la guerra d'indipendenza americana in rappresentanza dello Stato del Delaware.
Bassett si occupò della revisione della Carta costituzionale delawariana, dalla quale nascerà la Costituzione del Delaware del 1792. Nel 1793, dopo essere decaduto da senatore degli USA, Bassett ottenne l'incarico di primo giudice della Corte di Common Pleas del Delaware per sei anni. Questa corte si occupava solo di giurisdizione civile ed è l'antenata della Corte Suprema del Delaware. Nel 1799 fu eletto governatore del Delaware con il partito federalista. Fu durante il suo mandato da governatore che il francese Pierre Samuel Dupont de Nemours giunse nel Delaware. In questo periodo, inoltre, fu eletto Presidente degli USA Thomas Jefferson che pregiudicò il futuro dei federalisti.

### Morte
Bassett morì nel 1815 e fu sepolto nella contea di Cecil, nel Maryland. In seguito, i suoi resti furono spostati nel mausoleo Bassett and Bayard del Wilmington and Brandywine Cemetery di Wilmington, nel Delaware.
La figlia di Bassett, Ann, sposò James A. Bayard, capostipite di una delle più influenti famiglie del Delaware. La Bassett Street di Madison, nel Wisconsin, è così chiamata in suo onore.